# Liste der Staatsoberhäupter 1936
Übersicht
◄◄ | ◄ | 1932 | 1933 | 1934 | 1935 | Liste der Staatsoberhäupter 1936 | 1937 | 1938 | 1939 | 1940 | ► | ►►

Weitere Ereignisse

## Afrika
- Ägypten (1914–1936 britisches Protektorat)
  - Staatsoberhaupt:
    - König Fu'ād I. (1917–28. April 1936) (bis 1922 Sultan)
    - König Faruq (28. April 1936–1952)

  - Regierungschef:
    - Ministerpräsident Muhammad Tawfiq Nasim Pascha (1920–1921, 1922–1923, 1934–30. Januar 1936)
    - Ministerpräsident Ali Maher Pascha (30. Januar 1936–9. Mai 1936, 1939–1940, 1952, 1952)
    - Ministerpräsident Mustafa an-Nahhas Pascha (1982, 1930, 9. Mai 1936–1937, 1942–1944, 1950–1952)

  - Britischer Hochkommissar: Miles Lampson (1934–22. Dezember 1936)

- Äthiopien (1936–1941 von Italien besetzt)
  - Staats- und Regierungschef: Kaiser Haile Selassie (1930–1974) (1916–1930 Regent, 2. Mai 1936–1941 im Exil)

- Liberia
  - Staats- und Regierungschef: Präsident Edwin Barclay (1930–1944)

- Südafrika
  - Staatsoberhaupt:
    - König Georg V. (1910–20. Januar 1936)
    - König Eduard VIII. (20. Januar 1936–11. Dezember 1936)
    - König Georg VI. (11. Dezember 1936–1952)
    - Generalgouverneur: George Villiers, 6. Earl of Clarendon (1931–1937)

  - Regierungschef: Ministerpräsident J.B.M. Hertzog (1924–1939)

## Amerika

### Nordamerika
- Kanada
  - Staatsoberhaupt:
    - König Georg V. (1910–20. Januar 1936)
    - König Eduard VIII. (20. Januar 1936–11. Dezember 1936)
    - König Georg VI. (11. Dezember 1936–1952)
    - Generalgouverneur: John Buchan, 1. Baron Tweedsmuir (1935–1940)

  - Regierungschef: Premierminister William Lyon Mackenzie King (1921–1926, 1926–1930, 1935–1948)

- Mexiko
  - Staats- und Regierungschef: Präsident Lázaro Cárdenas del Río (1934–1940)

- Vereinigte Staaten von Amerika
  - Staats- und Regierungschef: Präsident Franklin D. Roosevelt (1933–1945)

### Mittelamerika
- Costa Rica
  - Staats- und Regierungschef:
    - Präsident Ricardo Jiménez Oreamuno (1910–1914, 1924–1928, 1932–8. Mai 1936)
    - Präsident León Cortés Castro (8. Mai 1936–1940)

- Dominikanische Republik
  - Staats- und Regierungschef: Präsident Rafael Trujillo (1930–1938, 1942–1952)

- El Salvador
  - Staats- und Regierungschef: Präsident Maximiliano Hernández Martínez (1931–1934, 1935–1944)

- Guatemala
  - Staats- und Regierungschef: Präsident Jorge Ubico Castañeda (1931–1944)

- Haiti
  - Staats- und Regierungschef: Präsident Sténio Vincent (1930–1941)

- Honduras
  - Staats- und Regierungschef: Präsident Tiburcio Carías Andino (1933–1949)

- Kuba
  - Staats- und Regierungschef:
    - Präsident José Agripino Barnet (1935–20. Mai 1936)
    - Präsident Miguel Mariano Gómez (20. Mai 1936–24. Dezember 1936)
    - Präsident Federico Laredo Brú (24. Dezember 1936–1940)

- Nicaragua
  - Staats- und Regierungschef:
    - Präsident Juan Bautista Sacasa (1933–9. Juni 1936)
    - Präsident Julián Irías (6. Juni 1936–9. Juni 1936) (kommissarisch)
    - Präsident Carlos Alberto Brenes Jarquín (9. Juni 1936–1937) (kommissarisch)

- Panama
  - Staats- und Regierungschef:
    - Präsident Harmodio Arias Madrid (1932–1. Oktober 1936)
    - Präsident Juan Demóstenes Arosemena Barreati (1. Oktober 1936–1939)

### Südamerika
- Argentinien
  - Staats- und Regierungschef: Präsident Agustín Pedro Justo (1932–1938)

- Bolivien
  - Staats- und Regierungschef:
    - Präsident José Luis Tejada Sorzano (1934–17. Mai 1936)
    - Vorsitzender der Regierungsjunta Germán Busch (17. Mai 1936–20. Mai 1936, 1937–1939) (kommissarisch)
    - Vorsitzender der Regierungsjunta David Toro (20. Mai 1936–1937)

- Brasilien
  - Staats- und Regierungschef: Präsident Getúlio Vargas (1930–1945, 1951–1954)

- Chile
  - Staats- und Regierungschef: Präsident Arturo Alessandri (1920–1924, 1925, 1932–1938)

- Ecuador
  - Staats- und Regierungschef: Oberster Staatschef Federico Páez (1935–1937) (ab 1937 Präsident)

- Kolumbien
  - Staats- und Regierungschef: Präsident Alfonso López Pumarejo (1934–1938, 1942–1945)

- Paraguay
  - Staats- und Regierungschef:
    - Präsident Eusebio Ayala (1923–1924, 1924–1928, 1932–17. Februar 1936)
    - Oberkommandierender Federico Wenman Smith (17. Februar 1936–20. Februar 1936)
    - Präsident Rafael Franco (20. Februar 1936–1937) (kommissarisch)

- Peru
  - Staatsoberhaupt: Präsident Oscar R. Benavides (1914–1915, 1933–1939)
  - Regierungschef:
    - Premierminister Manuel Estéban Rodríguez (1935–13. April 1936)
    - Premierminister Ernesto Montagne (8. Dezember 1936–1939)

- Uruguay
  - Staats- und Regierungschef: Präsident Gabriel Terra (1931–1938)

- Venezuela
  - Staats- und Regierungschef:
    - Präsident Eleazar López Contreras (1935–19. April 1936, 1936–1941)
    - Präsident Arminio Borjas (19. April 1936–29. April 1936) (kommissarisch)
    - Präsident Eleazar López Contreras (1935–1936, 29. April 1936–1941)

## Asien

### Ost-, Süd- und Südostasien
- Bhutan
  - Herrscher: König Jigme Wangchuk (1926–1952)

- China
  - Staatsoberhaupt: Vorsitzender der Nationalregierung Lin Sen (1931–1943)
  - Regierungschef: Vorsitzender des Exekutiv-Yuans Chiang Kai-shek (1935–1938)

- Britisch-Indien
  - Kaiser:
    - Georg V. (1910–1936)
    - Eduard VIII. (bis 11. Dezember)
    - Georg VI. (1936–1947)

  - Vizekönig:
    - Freeman Freeman-Thomas (1931–1936)
    - Victor Alexander John Hope (1936–1943)

- Japan
  - Staatsoberhaupt: Kaiser Hirohito (1926–1989)
  - Regierungschef:
    - Premierminister Okada Keisuke (1934–9. März 1936)
    - Premierminister Hirota Kōki (9. März 1936–1937)

- Mandschukuo (umstritten)
  - Staatsoberhaupt: Kaiser Pu Yi (1932–1945)
  - Regierungschef: Ministerpräsident Zhang Jinghui (1935–1945)

- Nepal
  - Staatsoberhaupt: König Tribhuvan (1911–1955)
  - Regierungschef: Ministerpräsident Juddha Shamsher Jang Bahadur Rana (1932–1945)

- Siam (heute: Thailand)
  - Staatsoberhaupt: König Ananda Mahidol (1935–1946)
  - Regierungschef: Ministerpräsident General Phraya Phahon Phonphayuhasena (1933–1938)

### Vorderasien
- Irak
  - Staatsoberhaupt: König Ghazi (1933–1939)
  - Regierungschef:
    - Ministerpräsident Yasin al-Hashimi (1935–1936)
    - Ministerpräsident Hikmat Sulayman (30. Oktober 1936–1937)

- Jemen
  - Herrscher: König Yahya bin Muhammad (1918–1948)

- Persien (heute: Iran)
  - Staatsoberhaupt: Schah Reza Schah Pahlavi (1925–1941)
  - Regierungschef: Ministerpräsident Mahmud Dscham (1935–1939)

- Saudi-Arabien
  - Staatsoberhaupt und Regierungschef: König Abd al-Aziz ibn Saud (1932–1953)

- Transjordanien (heute: Jordanien)
  - Herrscher: Emir Abdallah ibn Husain I. (1921–1951)

### Zentralasien
- Afghanistan
  - Staatsoberhaupt: König Mohammed Sahir Schah (1933–1973)
  - Regierungschef: Ministerpräsident Sardar Mohammad Hashim Khan (1929–1946)

- Mongolei
  - Staatsoberhaupt:
    - Vorsitzender des Großen Staats-Churals Anandyn Amar (1932–22. März 1936)
    - Vorsitzender des Großen Staats-Churals Dansranbilegiin Dogsom (22. März 1936–1939)

  - Regierungschef:
    - Vorsitzender des Rats der Volkskommissare Peldschidiin Genden (1932–22. März 1936)
    - Vorsitzender des Rats der Volkskommissare Anandyn Amar (22. März 1936–1939)

- Tibet (umstritten)
  - Herrscher: Dalai Lama Tenzin Gyatso (1935–1951)

## Australien und Ozeanien
- Australien
  - Staatsoberhaupt:
    - König Georg V. (1910–20. Januar 1936)
    - König Eduard VIII. (20. Januar–11. Dezember 1936)
    - König Georg VI. (11. Dezember 1936–1952)

  - Generalgouverneur:
    - Isaac Isaacs (1931–23. Januar 1936)
    - Earl Alexander Hore-Ruthven (23. Januar 1936–1945)

  - Regierungschef: Premierminister Joseph Lyons (1932–1939)

- Neuseeland
  - Staatsoberhaupt:
    - König Georg V. (1910–20. Januar 1936)
    - König Eduard VIII. (20. Januar–11. Dezember 1936)
    - König Georg VI. (11. Dezember 1936–1952)

  - Generalgouverneur: Viscount George Monckton-Arundell (1935–1941)
  - Regierungschef: Premierminister Michael Joseph Savage (1935–1940)

## Europa
- Albanien
  - Staatsoberhaupt: König Ahmet Zogu (1925–1939, 1943–1946)
  - Regierungschef:
    - Ministerpräsident Mehdi Bej Frashëri (1935–9. November 1936) (1943–1944 Präsident des Hohen Regentschaftrats)
    - Ministerpräsident Kostaq Kota (1928–1930, 9. November 1936–1939)

- Andorra
  - Co-Fürsten:
    - Staatspräsident von Frankreich: Albert Lebrun (1932–1940)
    - Bischof von Urgell: Justí Guitart i Vilardebò (1920–1940)

- Belgien
  - Staatsoberhaupt: König Leopold III. (1934–1951) (1940–1945 in deutscher Gefangenschaft, 1945–1950 im Schweizer Exil)
  - Regierungschef: Ministerpräsident Paul van Zeeland (1935–1937)

- Bulgarien
  - Staatsoberhaupt: Zar Boris III. (1918–1943)
  - Regierungschef: Ministerpräsident Georgi Kjosseiwanow (1935–1940)

- Dänemark
  - Staatsoberhaupt: König Christian X. (1912–1947) (1918–1944 König von Island)
  - Regierungschef: Ministerpräsident Thorvald Stauning (1924–1926, 1929–1942)

- Deutsches Reich
  - Staats- und Regierungschef: „Führer und Reichskanzler“ Adolf Hitler (1933–1945)

- Estland
  - Staatsoberhaupt: Staatsältester Konstantin Päts (1921–1922, 1923–1924, 1931–1932, 1932–1933, 1933–1940) (1918–1919, 1934–1937 Ministerpräsident)
  - Regierungschef: Ministerpräsident Konstantin Päts (1918–9119, 1934–1937)  (1921–1922, 1923–1924, 1931–1932, 1932–1933, 1933–1940 Staatsältester)

- Finnland
  - Staatsoberhaupt: Präsident Pehr Evind Svinhufvud (1931–1937) (1917–1918, 1930–1931 Ministerpräsident)
  - Regierungschef:
    - Ministerpräsident Toivo Kivimäki (1932–7. Oktober 1936)
    - Ministerpräsident Kyösti Kallio (1922–1924, 1925–1926, 1929–1930, 7. Oktober 1936–1937) (1937–1940 Präsident)

- Frankreich
  - Staatsoberhaupt: Präsident Albert Lebrun (1932–1940)
  - Regierungschef:
    - Präsident des Ministerrats Pierre Laval (1931–1932, 1935–24. Januar 1936, 1942–1944)
    - Präsident des Ministerrats Albert Sarraut (1933, 24. Januar 1936–4. Juni 1936)
    - Präsident des Ministerrats Léon Blum (4. Juni 1936–1937, 1938, 1946–1947)

- Griechenland
  - Staatsoberhaupt: König Georg II. (1922–1924, 1935–1947) (1941–1946 im Exil)
  - Regierungschef:
    - Ministerpräsident Konstantinos Demertzis (1935–12. April 1936)
    - Ministerpräsident Ioannis Metaxas (13. April 1936–1941)

- Irland
  - Staatsoberhaupt:
    - König Georg V. (1922–20. Januar 1936)
    - König Eduard VIII. (20. Januar 1936–11. Dezember 1936)
      - Generalgouverneur Domhnall Ua Buachalla (1932–12. Dezember 1936)

    - Parlamentspräsident Frank Fahy (12. Dezember 1936–1937)

  - Regierungschef: Taoiseach Éamon de Valera (1932–1948, 1951–1954, 1957–1959) (1959–1973 Präsident)

- Italien
  - Staatsoberhaupt: König Viktor Emanuel III. (1900–1946)
  - Regierungschef: Duce Benito Mussolini (1922–1943)

- Jugoslawien
  - Staatsoberhaupt: König Peter II. (1934–1945) (1941–1945 im Exil)
    - Regent: Prinz Paul (1934–1941)

  - Regierungschef: Ministerpräsident Milan Stojadinović (1935–1939)

- Lettland
  - Staatsoberhaupt:
    - Präsident Alberts Kviesis (1930–11. April 1936)
    - Präsident Kārlis Ulmanis (11. April 1936–1940) (1918–1919, 1919–1921, 1925–1926, 1931, 1934–1940 Ministerpräsident)

  - Regierungschef: Ministerpräsident Kārlis Ulmanis (1918–1919, 1919–1921, 1925–1926, 1931, 1934–1940) (1936–1940 Präsident)

- Liechtenstein
  - Staatsoberhaupt: Fürst Franz I. (1929–1938)
  - Regierungschef Josef Hoop (1928–1945)

- Litauen
  - Staatsoberhaupt: Präsident Antanas Smetona (1918–1920, 1926–1940)
  - Regierungschef: Ministerpräsident Juozas Tūbelis (1929–1938)

- Luxemburg
  - Staatsoberhaupt: Großherzogin Charlotte (1919–1964) (1940–1945 im Exil)
  - Regierungschef: Staatsminister Joseph Bech (1926–1937, 1953–1958)

- Monaco
  - Staatsoberhaupt: Fürst Louis II. (1922–1949)
  - Regierungschef: Staatsminister Maurice Bouillaux-Lafont (1932–1937)

- Niederlande
  - Staatsoberhaupt: Königin Wilhelmina (1890–1948) (1940–1945 im Exil)
  - Regierungschef: Ministerpräsident Hendrikus Colijn (1925–1926, 1933–1939)

- Norwegen
  - Staatsoberhaupt: König Haakon VII. (1906–1957) (1940–1945 im Exil)
  - Regierungschef: Ministerpräsident Johan Nygaardsvold (1935–1945) (1940–1945 im Exil)

- Österreich
  - Staatsoberhaupt: Bundespräsident Wilhelm Miklas (1928–1938)
  - Regierungschef: Bundeskanzler Kurt Schuschnigg (1934–1938)

- Polen
  - Staatsoberhaupt: Präsident Ignacy Mościcki (1926–1939)
  - Regierungschef:
    - Ministerpräsident Marian Zyndram-Kościałkowski (1935–15. Mai 1936)
    - Ministerpräsident Felicjan Sławoj Składkowski (15. Mai 1936–1939)

- Portugal
  - Staatsoberhaupt: Präsident Óscar Carmona (1925–1951)
  - Regierungschef: Ministerpräsident António de Oliveira Salazar (1932–1968)

- Rumänien
  - Staatsoberhaupt: König Karl II. (1930–1940)
  - Regierungschef: Ministerpräsident Gheorghe Tătărescu (1934–1937)

- San Marino
  - Capitani Reggenti:
    - Pompeo Righi (1932, 1935–1. April 1936, 1939) und Marino Morri (1927, 1931–1932, 1935–1. April 1936, 1939)
    - Gino Gozi (1927, 1932–1933, 1. April 1936–1. Oktober 1936, 1941) und Ruggero Morri (1926–1927, 1932–1933, 1. April 1936–1. Oktober 1936)
    - Francesco Morri (1918–1919, 1924–1925, 1928–1929, 1933, 1. Oktober 1936–1937) und Gino Ceccoli (1930–1931, 1. Oktober 1936–1937)

  - Regierungschef: Außenminister Giuliano Gozi (1918–1943)

- Schweden
  - Staatsoberhaupt: König Gustav V. (1907–1950)
  - Regierungschef:
    - Ministerpräsident Per Albin Hansson (1932–19. Juni 1936)
    - Ministerpräsident Axel Pehrsson-Bramstorp (19. Juni–28. September 1936)
    - Ministerpräsident Per Albin Hansson (28. September 1936–1946)

- Schweiz[1]
  - Bundespräsident: Albert Meyer (1936)
  - Bundesrat:
    - Giuseppe Motta (1911–1940)
    - Marcel Pilet-Golaz (1929–1944)
    - Albert Meyer (1930–1938)
    - Rudolf Minger (1930–1940)
    - Philipp Etter (1934–1959)
    - Johannes Baumann (1934–1940)
    - Hermann Obrecht (1935–1940)

- Sowjetunion
  - Parteichef: Generalsekretär der KPdSU Josef Stalin (1922–1953)
  - Staatsoberhaupt: Vorsitzender des Präsidiums des obersten Sowjets Michail Iwanowitsch Kalinin (1922–1946)
  - Regierungschef: Vorsitzender des Ministerrats Wjatscheslaw Michailowitsch Molotow (1930–6. Mai 1941)

- Spanien (Bürgerkrieg)
  - Spanische Republik
    - Staatsoberhaupt:
      - Präsident Niceto Alcalá Zamora (1931–7. April 1936)
      - (amtierend) Diego Martínez Barrio (7. April–11. Mai 1936)
      - Präsident Manuel Azaña (11. Mai 1936–1939)

    - Regierungschef:
      - Regierungspräsident Manuel Portela Valladares (1935–19. Februar 1936)
      - Regierungspräsident Manuel Azaña (19. Februar–10. Mai 1936)
      - Regierungspräsident Augusto Barcia Trelles (10. Mai–13. Mai 1936)
      - Regierungspräsident Santiago Casares Quiroga (13. Mai–19. Juli 1936)
      - Regierungspräsident Diego Martínez Barrio (19. Juli 1936)
      - Regierungspräsident José Giral Pereira (19. Juli–4. September 1936)
      - Regierungspräsident Francisco Largo Caballero (4. September 1936–1937)

  - Estado Español
    - Staatsoberhaupt:
      - Vorsitzender der Junta de Defensa Nacional Miguel Cabanellas Ferrer (24. Juli–1. Oktober 1936)
      - Caudillo Francisco Franco (1. Oktober 1936–1975)

    - Regierungschef:
      - Regierungspräsident Miguel Cabanellas Ferrer (24. Juli–1. Oktober 1936)
      - Regierungspräsident Fidel Dávila Arrondo (3. Oktober 1936–1937)

- Tschechoslowakei
  - Staatsoberhaupt: Präsident Edvard Beneš (1935–1938, 1945–1948) (1921–1922 Ministerpräsident)
  - Regierungschef: Ministerpräsident Milan Hodža (1935–1938)

- Türkei
  - Staatsoberhaupt: Präsident Kemal Atatürk (1923–1938)
  - Regierungschef: Ministerpräsident İsmet İnönü (1925–1937)

- Ungarn
  - Staatsoberhaupt: Reichsverweser Miklós Horthy (1920–1944)
  - Regierungschef:
    - Ministerpräsident Gyula Gömbös (1932–6. Oktober 1936)
    - Ministerpräsident Kálmán Darányi (6. Oktober 1936–1938)

- Vatikanstadt
  - Staatsoberhaupt: Papst Pius XI. (1929–1939)
  - Regierungschef: Kardinalstaatssekretär Eugenio Pacelli (1930–1939)

- Vereinigtes Königreich
  - Staatsoberhaupt:
    - König Georg V. (1910–20. Januar 1936)
    - König Eduard VIII. (20. Januar–11. Dezember 1936)
    - König Georg VI. (11. Dezember 1936–1952)

  - Regierungschef: Premierminister Stanley Baldwin (1935–1937)